# Метод селективного оброблення пластів
Метод селективного оброблення пластів (рос. метод селективной обработки пластов; англ. method of selective formation treatment; нім. Methode f der selektiven Schichtenbehandlung, Verfahren n der Selektivbehandlung von Flözen) — метод діяння на привибійну зону газонафтового пласта, який забезпечує оброблення окремих інтервалів продуктивного розрізу пласта, що досягається підбором таких гідродинамічних характеристик робочих агентів, які, в залежності від характеристик пластових флюїдів і фільтраційно-ємнісних властивостей пласта, зумовлюють вибіркове надходження агентів в окремі інтервали (суспензії, емульсії, охолодження, загущення, піни тощо).